# 12638 Fransbrüggen
12638 Fransbrüggen è un asteroide della fascia principale. Scoperto nel 1973, presenta un'orbita caratterizzata da un semiasse maggiore pari a 2,3717861 UA e da un'eccentricità di 0,1769291, inclinata di 1,80985° rispetto all'eclittica.
L'asteroide era stato inizialmente battezzato 12638 Fransbruggen per poi essere corretto nella denominazione attuale.
L'asteroide è dedicato al flautista e direttore d'orchestra olandese Frans Brüggen.